# Carl von Prandau

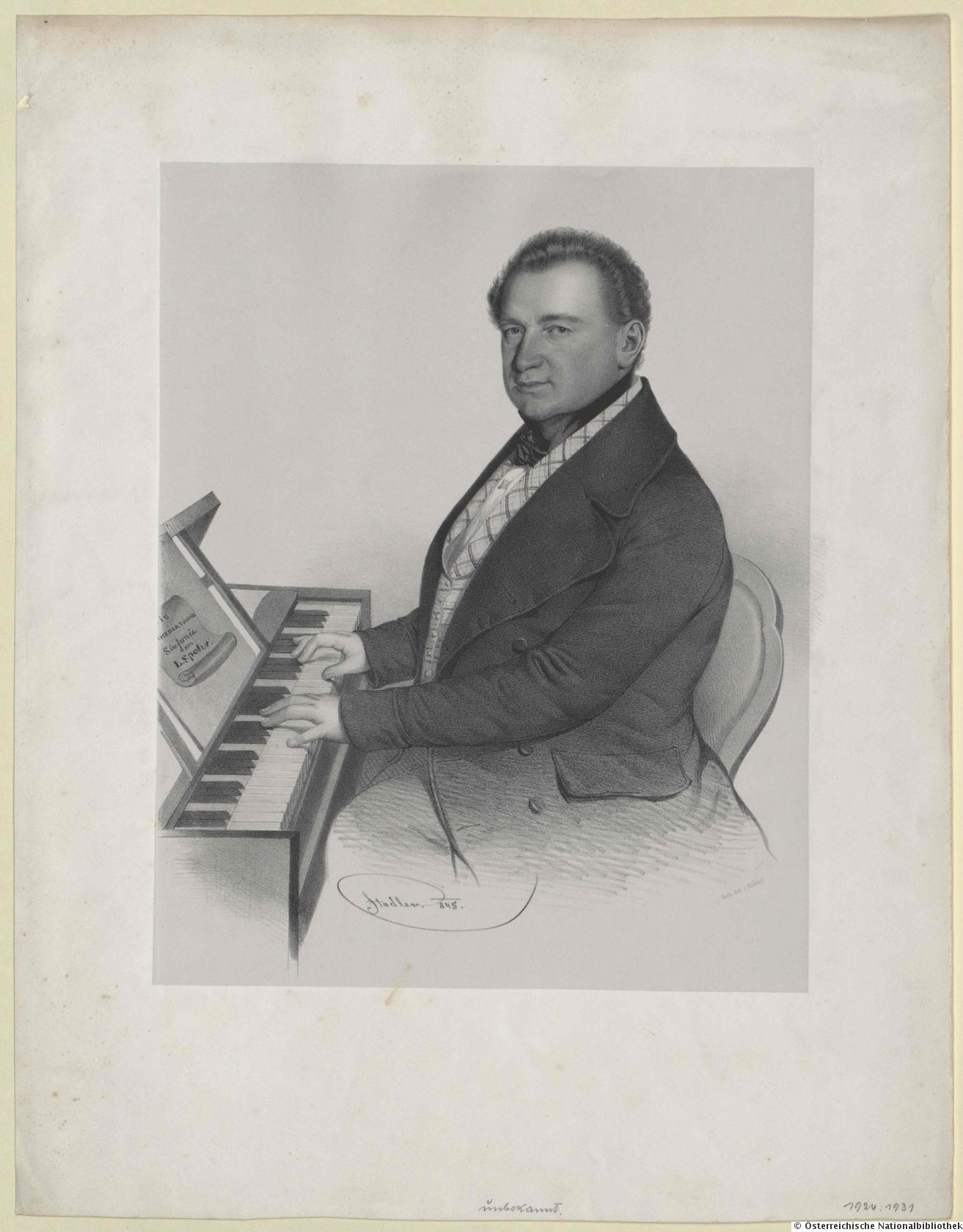
Carl von Prandau an der Physharmonika, Lithographie von Johann Stadler, 1845

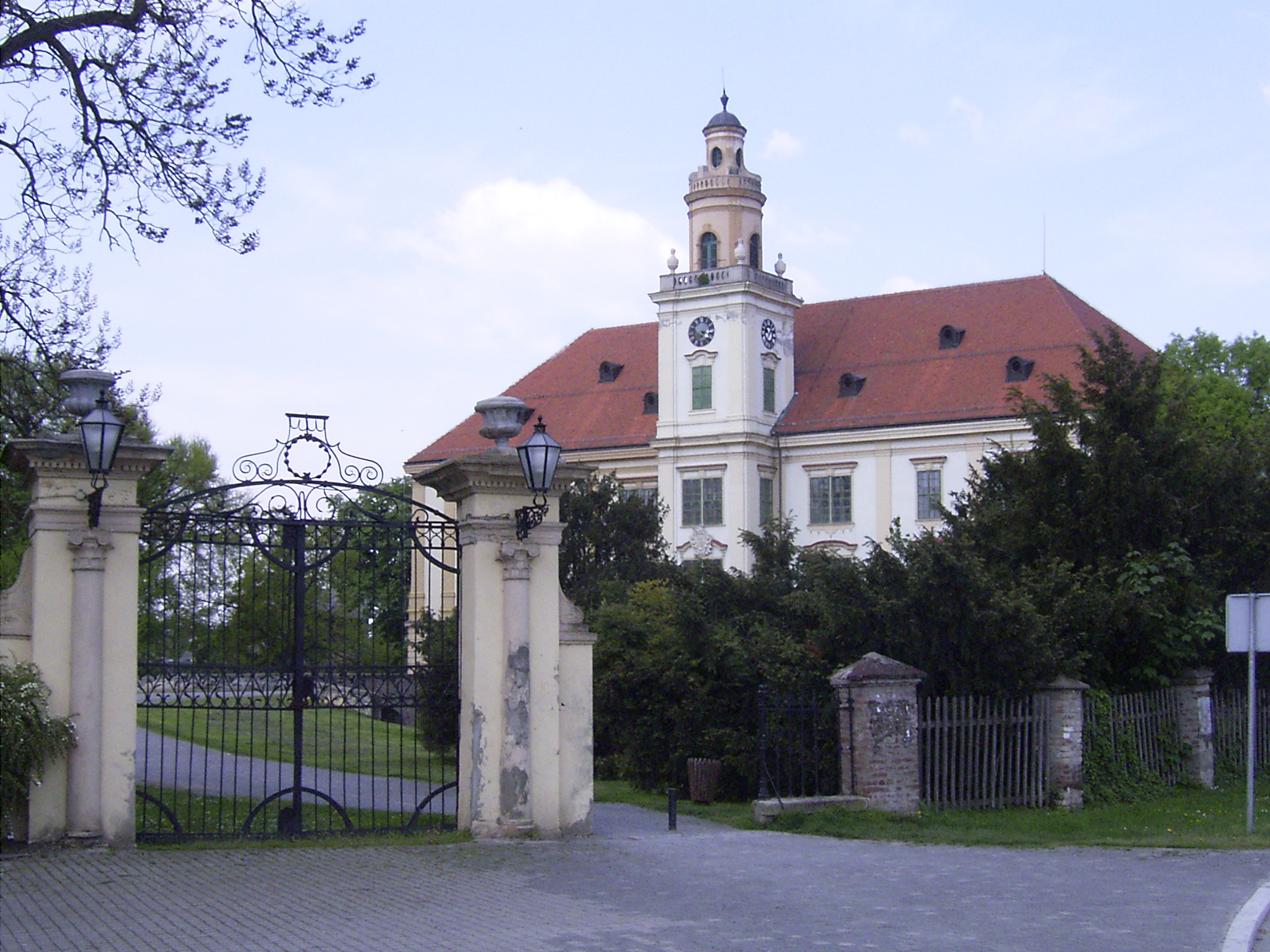
Schloss der Familie Prandau in Valpovo (Kroatien)

Freiherr Carl von Prandau zu Hillebrand (* 6. September 1792 in Esseg, Slawonien; † 11. April 1865 in Wien) war ein in Kroatien geborener österreichischer Komponist, Pianist und Mäzen.

## Leben
Prandau studierte in Esseg bei Mirko von Turányi Klavier und Musiktheorie und beendete 1806 das Gymnasium. In Pressburg studierte er weiterhin Musik bei Heinrich Klein und schloss 1812 sein Jurastudium ab. Zusammen mit seiner Mutter verwaltete er 1816 bis 1830 das Familienanwesen in Valpovo, zu dem ein Schloss gehörte. Ab 1830 teilte er sich die Verwaltung mit seinem Bruder Gustav.
Durch seine Bemühungen wurden in den 1830er Jahren Schulen in Posavski Podgajci, Radikovci, Šljivoševci und Viljevo gebaut. 1852 stiftete er der Kirche des heiligen Michael in Donji Miholjac eine Orgel, die als eine der wertvollsten in Kroatien gilt.
1823 heiratete er und lebte danach hauptsächlich in Eger, Fünfkirchen und Wien, wo er sich nach dem Tod seiner Frau (1838) gänzlich niederließ und sich der Musik und Wohltätigkeit widmete. In Wien erlangte er einen guten Ruf als Pianist und großer Improvisator. Er unterstützte junge Künstler finanziell, darunter den aus Osijek stammenden Organisten und Lehrer Antun Oberrite.
Zu seinem Freundeskreis gehörten Carl Georg Lickl und der Orgelbauer Jacob Deutschmann, mit denen er an einer Verbesserung der Physharmonika arbeitete. 1835 stellte er zudem eine „Vereinigung einer Physharmonika mit einem Pianoforte“ vor.
Robert Schumann lernte Prandau 1839 bei dem Wiener Oboisten Joseph Doppler (1792–1869) kennen, wo er Schumann „sehr hübsch“ auf der Physharmonika vorspielte.
Er wohnte zuletzt in der Mariahilfer Straße 112, wo er am 11. April 1865 verstarb. Beigesetzt wurde er in der Familiengruft in Valpovo.

## Werke
Prandaus kompositorischer Nachlass (17 Originalkompositionen und Arrangements) wird im Muzej Slavonije in Osijek aufbewahrt. Dazu gehören mehrere Werke, die in Wien im Druck erschienen sind, darunter:
- Trauer-Fantasie für Physharmonika; Wien: Diabelli u. Co. 1835
- Serenade für Klavier und Physharmonika; Wien: Diabelli et Co. 1835
- op. 20 – Tantum ergo in D für vier Singstimmen mit Begleitung der Orgel oder zwei Violinen, Viola, Flöte, zwei Klarinetten, Fagott, zwei Hörner, Violoncello und Kontrabass; Wien 1841
- op. 21 – Graduale (Ave Maria); Wien 1841
- op. 22 – Offertorium (Coeli enarrant gloriam Dei); Wien 1841
- Fantaisie sur le Duo fav. (Schelm halt fest) aus Carl Maria von Webers Oper Der Freischütz für Physharmonika und Klavier; Wien: Diabelli u. Co. 1842
- op. 24 – Ouverture hongroise F-Dur für Orchester; Wien: Diabelli et Co. 1843
- Jellacic-Marsch für Militär-Musik oder Klavier zu vier Händen; Wien: Diabelli u. Co. 1850